# Свети Георги (Торонто)
Вижте пояснителната страница за други значения на Свети Георги.
Македоно-българската източноправославна църква „Свети Георги“ (на английски: St. George) е православен храм на епархията в САЩ, Канада и Австралия на Българската православна църква. Намира се в Торонто, Онтарио, Канада. Тя е втората македонобългарска църква в града след „Св. св. Кирил и Методий“.

## История
Църквата е построена на улица Регент №17 през 1941 година. За епископ е избран архимандрит Кирил Йончев. През 1963 година църквата напуска лоното на Българската църква след появил се разкол, а през 1973 година се присъединява към Американската православна църква. През 2010 година 90% от енориашите гласуват църквата да се върне в лоното на Българската православна църква. Сред по-известните нейни енориаши са Стив Ставро (Манол Шолдов), Игнат Кънев, Борис Иванов, Христо Тодоров и Джон (Лазар) Битов Старши. Към 2012 година свещеници в църквата са Борис Дрангов, внук на полковник Борис Дрангов, и Стефан Капитанов.